# Czapla siwa
Czapla siwa (Ardea cinerea) – gatunek dużego ptaka wodnego z rodziny czaplowatych (Ardeidae). Zasiedla Europę, Azję i Afrykę. W Polsce nieliczny ptak lęgowy, częściowo osiadły. Nie jest zagrożony.

## Systematyka
Ardea cinerea tworzy grupę siostrzaną z A. herodias i A. cocoi. Wyróżnia się cztery podgatunki. Podgatunek A. cinerea monicae bywał przez niektórych autorów podnoszony do rangi gatunku.

## Morfologia

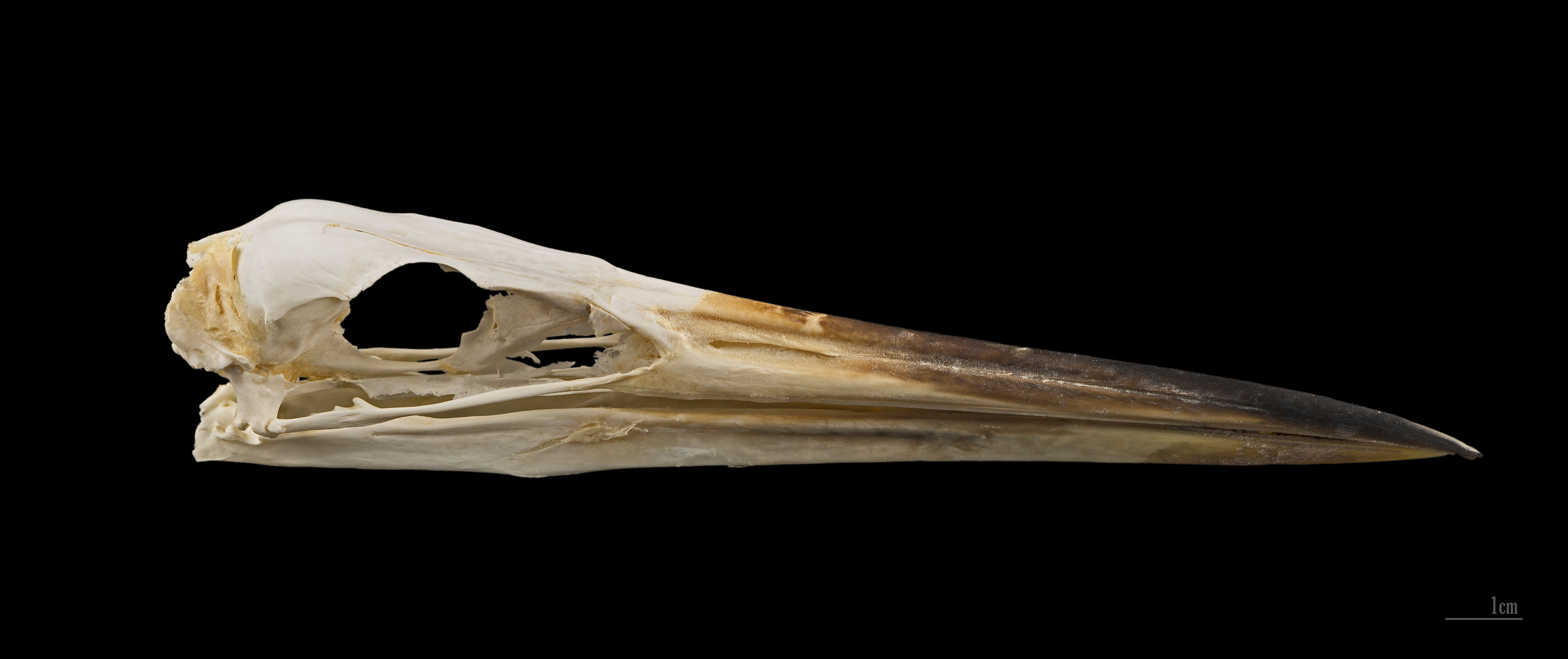
Czaszka

Wymiary: Długość ciała wynosi 85–100 cm, rozpiętość skrzydeł 155–175 cm, a masa ciała 1–2,3 kg. Długość ogona to 16–18,5 cm, dzioba 111–125 mm. Czaszka czapli siwej mierzy od 168–185 mm, dziób stanowi 66–67% długości czaszki.
Wygląd zewnętrzny: Ubarwieniem czapla siwa przypomina żurawia, ale jest od niego mniejsza i ma inną sylwetkę. Nie występuje dymorfizm płciowy. Głowa biała, z czarnymi bokami ciemienia i ozdobnymi piórami na potylicy. Skrzydła, wierzch ciała i ogon szare. Końce skrzydeł zaokrąglone. Długa szyja biaława, z rzędami czarnych kresek układających się w pionowe linie. Dziób żółty. W sezonie lęgowym na grzbiecie jasne, wydłużone barkówki. Na nasadzie skrzydeł czarna plama, a po bokach ciała czarny pasek. Nogi długie, żółtawo-brązowe. Młode osobniki mają ciemniejsze dziób i nogi, są całe bardziej szare i mają ciemny wierzch głowy. Sposób ułożenia szyi przez czaplę siwą może wydawać się nienaturalny. Może ona jednak bez trudu bardzo mocno wyginać szyję, dzięki specjalnej budowie kręgów szyjnych. W dwóch miejscach na szyi występuje także coś w rodzaju stawów. Czaple siwe mają jednak problemy z wyginaniem szyi na boki i nie byłaby w stanie sięgnąć dziobem do gruczołu kuprowego. Posiada ona pióra pudrowe, z których łuszczą się rogowe łuski i rozprowadzone po innych piórach chronią je przed wilgocią. Najwięcej piór pudrowych znajduje się na bokach ciała i na piersi, ponieważ czapla może tam łatwo sięgnąć zarówno dziobem, jak i łapami.
Pierzenie: Dorosłe pierzą się od czerwca do listopada, młode od września od lutego.

## Występowanie

### Środowisko
Środowiskiem życia tego gatunku są płytkie wody przy jeziorach, rzekach i estuariach, trzcinowiska, namorzyny oraz pola ryżowe. Gniazduje zazwyczaj w pobliżu wód słodkich, na wybrzeżach pojawia się tylko zimą.

### Zasięg występowania
- czapla siwa[15] (Ardea cinerea cinerea) – w Eurazji występuje wyspowo (oprócz Dalekiej Północy) od Wysp Brytyjskich przez Norwegię i Finlandię po Sachalin, Mandżurię oraz Indie i Cejlon, oraz wyspowo Afryka poza Saharą, a także Aldabra i Komory. Północne populacje wędrowne, zimują od Azji Południowej i do Afryki na południe od Sahary, wschodnie również nad Morzem Śródziemnym. Sporadycznie zalatuje na Grenlandię, Svalbard, Antyle i do Ameryki Południowej. Jako ptak towarzyski tworzy wtedy liczne grupy.

W Polsce ptaki na zachodzie kraju osiadłe, ich liczbę ocenia się na 9000 – 10 000, a czaplińców na ok. 250. Częściej widywane są w pasie polskich jezior – Pojezierze Mazurskie, Pomorskie, Gnieźnieńskie, czyli na północy i zachodzie. Nie ma ich w górach. Największa kolonia tych czapli znajduje się koło Szczecina w rezerwacie „Kurowskie Błota”, gdzie przebywa ok. 950 par, przy czym liczebność ta co roku się zmienia, na co wpływ ma wymiana gniazd, różna zasobność w pokarm i zmienna liczba osobników osiedlających się po powrocie z zimowisk. Podczas łagodnych zim więcej osobników pozostaje w kraju (podobnie jak inne populacje europejskie), nad dużymi, niezamarzającymi zbiornikami wodnymi. Przeloty w marcu–kwietniu i sierpniu–wrześniu.
- Ardea cinerea jouyi – Daleki Wschód i Azja Południowo-Wschodnia
- czapla blada[15] (Ardea cinerea monicae) – Banc d’Arguin (na wybrzeżu Mauretanii)
- Ardea cinerea firasa – Madagaskar.

## Pożywienie
Pożywienie bardzo urozmaicone, są to głównie ryby, poza tym drobne ssaki i małe ptaki, żaby, ślimaki, skorupiaki i węże. Potrafi także w locie łapać owady. Zimą na polach szuka myszy, szczurów oraz dżdżownic. Dziennie czapla siwa zjada od 300 do 500 g pokarmu. Zjadane przez nią ryby mają długość 10–25 cm. Potrafi złapać nawet półkilogramowego karpia, nie potrafi go jednak połknąć.
W trakcie polowania czapla siwa brodzi w wodzie majestatycznie i powoli, aby nie płoszyć ryb. Stoi także na jednej nodze, cierpliwie wypatrując ryb, a gdy jakaś wypłynie na mieliznę, szybkim wyrzutem dzioba chwyta ją i połyka.

### Wypluwki
Wypluwki czapli siwej są mocno sprasowane, mają długość 45–85 mm i szerokość 25–40 mm. Kształt zmienny. Zdobycz połyka w całości albo rozczłonkowaną na duże kawałki. Ryby stanowią podstawę pożywienia, ale zazwyczaj wypluwka zawiera tylko resztki ssaków, czasami ptaków. Składa się głównie z sierści i piór, czasami występują drobne fragmenty kości lub twarde części bezkręgowców. Wypluwki czapli siwej znajduje się pod czatowniami, czasami pod gniazdami.

## Tryb życia i zachowanie
Ptak dzienny, ale najbardziej aktywna jest o świcie i o zmierzchu. Jest ostrożnym ptakiem. Zazwyczaj widywany pojedynczy osobnik albo kilka ustawionych w linii wzdłuż brzegu, gdy wypatrują zdobyczy. W trakcie polowania długo pozostaje w bezruchu, nawet kilka godzin. Lot jest ociężały i powolny, ale ptak ten potrafi nagle zwinnie zanurkować na gniazdo albo żerowisko. W trakcie lotu szyja wciągnięta, przybiera esowaty kształt, skrzydła łukowato wygięte. Broniąca się czapla bardzo szybko i celnie atakuje oczy wroga.

### Głos
W locie odzywa się donośnym „frank”, przy gnieździe skrzeczy i skomle. Młode w gnieździe kwiczą podobnie do prosiąt.

## Rozród

### Okres godowy
Gniazdo: Gniazduje kolonijnie, gniazdo umieszczone jest na drzewie, czasami, gdy brakuje odpowiednich drzew, w trzcinowiskach. Kolonia lęgowa czapli to czapliniec. Największe polskie kolonie liczą po kilkaset gniazd, najmniejsze – kilka. Największy polski czapliniec znajduje się w rezerwacie „Kurowskie Błota” koło Szczecina. Gniazda składają się z patyków i gałęzi, wyściółkę stanowią liście i trawa, budują je oba ptaki. Czaple siwe często zabierają materiał na gniazdo innym parom. Gniazdo może być wykorzystywane przez kilka lat.

### Okres lęgowy

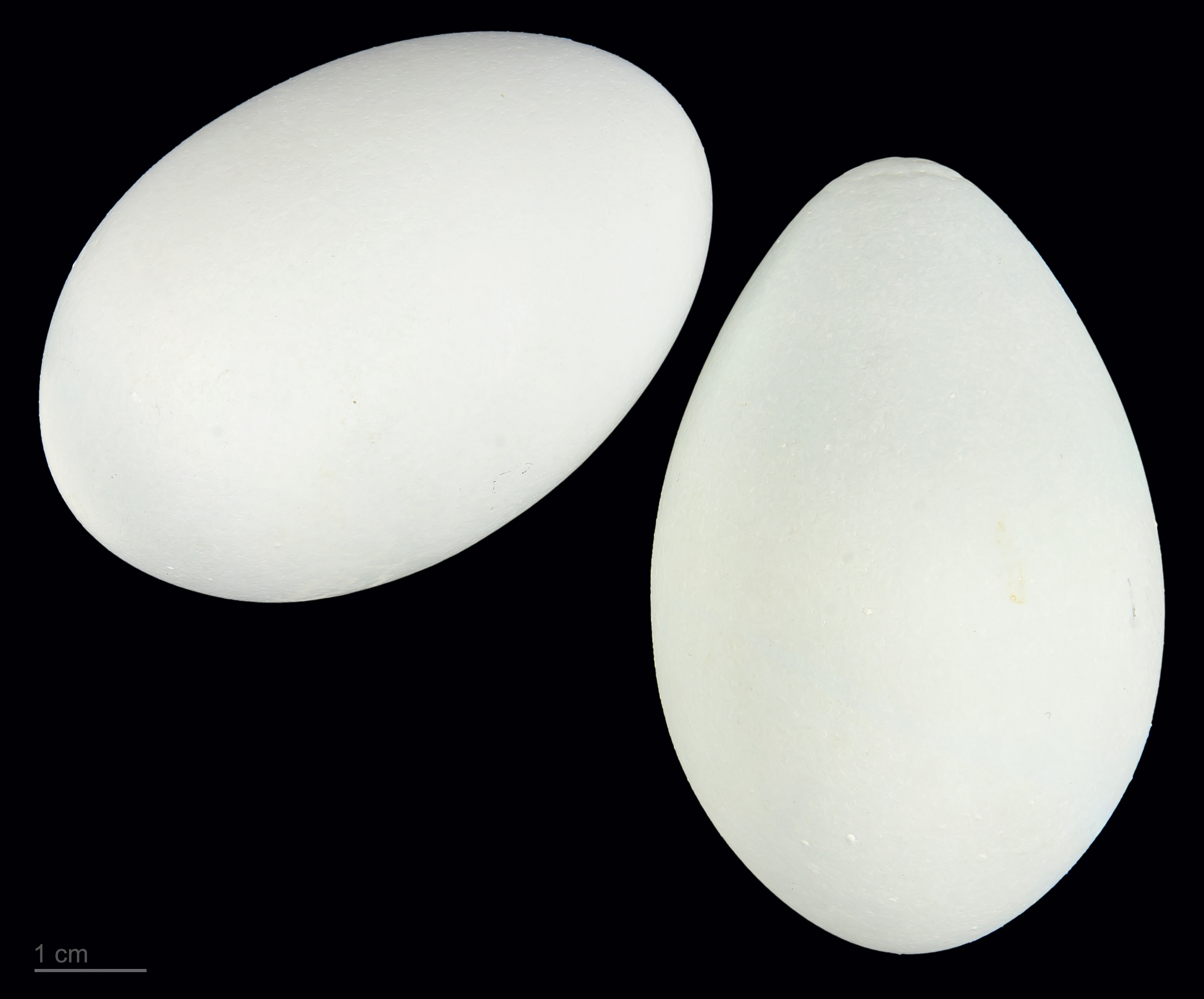
Jaja

Jaja: Jaja składane są w liczbie 1–6 (wyjątkowo do 10) w odstępach dwudniowych, czasami co 3–4 dni. Mają błękitną barwę, wymiary 57–61×41–43 mm.
Wysiadywanie: Wysiadują oboje rodzice, przez 25–26 dni, ale czasami trochę dłużej. Czaple siwe wyprowadzają jeden lęg w roku, przystępują do niego pod koniec marca. Czasami jednak wyprowadzają 2 lęgi.
Pisklęta: Wykluwają się niedołężne, pokryte srebrzystym puchem. Karmione są rybkami. Pisklęta są ogrzewane nawet 3 tygodnie po wykluciu się, a w późniejszym okresie rodzice często zaglądają do gniazda, aby pilnować młodych. Pisklęta zachęcają rodzica do nakarmienia, szarpiąc go za dziób. Pokarm zostaje zwrócony na dno gniazda. Oboje rodzice opiekują się młodymi. Pozostają one w gnieździe przez około 2 miesiące. Młode potrafią latać po 6–8 tygodniach, ale przez pewien czas wracają jeszcze do gniazda. Po całkowitym usamodzielnieniu rozpraszają się po całym kraju. Mogą się rozmnażać już po 2 latach.
Najdłużej żyjąca czapla siwa, której wiek oznaczył człowiek miała 25 lat.

## Status, zagrożenia i ochrona
Międzynarodowa Unia Ochrony Przyrody (IUCN) uznaje czaplę siwą za gatunek najmniejszej troski (LC – Least Concern) nieprzerwanie od 1988 roku. W 2015 roku liczebność światowej populacji, według szacunków organizacji Wetlands International, mieściła się w przedziale około 790 000 – 3 700 000 osobników. Globalny trend liczebności populacji nie jest znany. Dawniej, zwłaszcza w Europie, była dotkliwie prześladowana. Obecnie jest niezagrożona i szeroko rozprzestrzeniona.
W Polsce gatunek objęty jest częściową ochroną gatunkową. Na Czerwonej liście ptaków Polski został sklasyfikowany jako gatunek najmniejszej troski (LC). W latach 2013–2018 liczebność krajowej populacji lęgowej szacowano na 9000–9500 par. W niektórych miejscach w Polsce liczebność populacji spada przez niszczenie kolonii lęgowych.
Śmiertelność piskląt bywa ogromna, zwłaszcza wtedy, gdy ludzie lub drapieżne ptaki (np. bielik) niepokoją kolonie lęgowe. Pisklę, które wypadnie z gniazda, nie ma szans na przeżycie. W większości kolonii podłoże jest nie tylko oblepione kałem, ale także usłane resztkami piskląt zjedzonych przez drapieżniki. Wiele młodych czapli ginie w czasie zim, nieustannie krążąc wzdłuż rzek w poszukiwaniu pokarmu.

## Tropy
Trop: Trop czapli siwej jest asymetryczny, od dużego do niezwykle dużego. Zwykle widoczne są wszystkie palce. Środkowy palec ma długość ponad 75 mm, często przekracza 80 mm. Tylny palec (kciuk) mierzy ponad 50 mm. Pojedynczy trop mierzy 130–170 mm, czasami więcej, szerokość 80–90 mm. Palce II i IV wyraźnie zwrócone w przód. Często pomiędzy palcami III i IV występuje mała, proksymalna błona. Śródstopie stosunkowo małe. Pazury małe i tępe.
Ciąg tropów: Gdy czapla siwa chodzi, tropy układają się w linii prostej i wobec linii środkowej nie tworzą rozkroku. Długość kroku wynosi 500–600 mm, a gdy czapla porusza się bardzo szybko, może przekraczać 1000 mm (rzadko się to zdarza).